# 11577 Einasto
11577 Einasto (tên chỉ định: 1994 CO17) là một tiểu hành tinh vành đai chính. Nó được phát hiện bởi Eric Walter Elst ở Đài thiên văn La Silla ở Chile ngày 8 tháng 2 năm 1994. Nó được đặt theo tên Jaan Einasto, an Estonian astrophysicist.